# Đorđe Ličina
Đorđe Ličina (Dragotina, 1945.) hrvatski novinar i publicist.

## Životopis
Od 1964. do danas pod svojim imenom i pseudonimom objavio je više od 20 knjiga različitog žanra od toga i jednu zbirku poezije, dvije knjige putopisa i dva romana za djecu. Četiri knjige su mu prevedene na slovenski jezik: ˝Špijuni su prešli granicu˝, ˝Tragom plave lisice˝, ˝Dvadeseti čovjek˝ i ˝Vodoravni rez˝. Prema priči ˝Špijunska veza˝ RTV Zagreb je 1980. snimila istoimeni televizijski film.
Bio je dugogodišnji novinar zagrebačkog lista Vjesnik. Za svoj novinarski i književni rad nekoliko je puta nagrađivan. Proslavio se pisanjem kriminalističkih romana,  mahom o četničkoj i ustaškoj emigraciji.
Godine 2019. objavio je svoje životno djelo, "Banijski rječnik" (Zavičajno udruženje Banija, Subotica 2019.) koji je pisao 40 godina.
Živi u Zagrebu i za tjednik Novosti piše članke povijesne tematike.

## Najpoznatija djela
- Šifra 777
- Dvadeseti čovjek (o upadu Bugojanske skupine u Jugoslaviju 1972. godine; po ovoj knjizi snimljena je i igrana serija "Brisani prostor")
- Tragom plave lisice
- Put za gubilište
- Vodoravni rez
- Gnjida

## Vanjske poveznice
- http://www.nin.co.rs/2002-04/11/22730.html